# Храм Троицы Живоначальной на Пятницком кладбище
Храм Троицы Живоначальной на Пятницком кладбище (Троицкая церковь, Святотроицкая церковь) — православный храм на северо-востоке Москвы. Относится к Троицкому благочинию Московской городской епархии.

## История
Пятницкое кладбище было основано во время эпидемии чумы в 1771 году и получило название получила в честь расположенной на нём церкви в честь Параскевы-Пятницы.
Каменная церковь была заложена в 1830 году, а освящена в 1835 году.

### в XX веке
В начале века при церкви существовала церковно-приходская школа.
В 1916 году посреди кладбища был построен храм во имя св. Симеона Персидского. Впоследствии он был закрыт и использовался под склад кладбищенского инвентаря. В 1979 году его возвратили Троицкой церкви.
Храм не закрывался в советское время, но с 1930 года принадлежал обновленцам и в Патриархию вернулся только в декабре 1943 года, вместе с другими московскими кладбищенскими церквями. В 1937 году стала одной из 7 обновленческих храмов столицы.

## Духовенство
- Настоятель храма. Протоиерей Андрей Пашнин.
- Протоиерей Николай Фарковец.
- Протоиерей Виталий Коновал.
- Иерей Геннадий Федотов.
- диакон Андрей Леонов[1].

## Святыни
- Икона Божией Матери «Помогательница женам чады рождати».
- Священномученик Симеон, епископ Персидский.
- Преподобная Параскева Сербская[2].

## Приделы
- Троицы Живоначальной (главный)
- мученицы Параскевы Сербской
- преподобного Сергия Радонежского